# Anti-Social (film fra 2015)
Anti-Social er en ungarsk-britisk kriminalfilm fra 2015, som er skrevet og instrueret af Reg Traviss og har Gregg Sulkin, Meghan Markle og Josh Myers i hovedrollerne. Det er den sidste film som Markle er med i, der senere giftede sig ind i den britiske kongefamilie.